# Manuel José Monerris Barberá
Manuel José Monerris Barberá   (Castelló de la Plana, 19 de març de 1946 - 29 d'agost de 2021) fou un mestre i polític menorquí originari de Castelló, diputat al parlament de les Illes Balears en la VIII legislatura.
Diplomat en magisteri a l'Escola Universitària Francesc Tàrrega de Castelló en 1965, graduat com a instructor d'Educació Física a Madrid en 1970 i especialitzat en matemàtiques per la UNED en 1977. De jovenet jugà a futbol en les categories inferiors del Club Deportiu Castelló.
Entre 1965 i 1970 treballà com a mestre a Sogorb, Borriana i Castelló de la Plana, fins que el 1970 es traslladà a Menorca. En 1977 fou nomenat director de l'escola Castell de Santa Àgueda de Ferreries, càrrec que va ocupar fins a 1989. De 1996 a 2003 i de 2008 a 2010 ha estat director de l'IES Biel Martí de Ferreries.
Militant del Partit Popular de Menorca, del que en fou secretari general de 1998 a 2003, de 1999 a 2003 fou membre del Consell Insular de Menorca. De 2003 a 2007 fou director territorial de la Conselleria d'Educació i Cultura del Govern de les Illes Balears a Menorca, i de 2006 a 2007 membre de la Comissió Permanent del Consell Insular de Menorca.
Fou elegit diputat a les eleccions al Parlament de les Illes Balears de 2011 després de la renúncia de Margaret Mercadal Camps. Alhora, a les eleccions municipals espanyoles de 2011 fou escollit batle de Ferreries